# Liste des oiseaux de Nouvelle-Zélande
Ceci est une liste des oiseaux endémiques ou quasi-endémiques de Nouvelle-Zélande.
| Nom                          | Famille           | Répartition                                                                  | Statut UICN | Image |
| ---------------------------- | ----------------- | ---------------------------------------------------------------------------- | ----------- | ----- |
| Aigle de Haast               | Accipitridae      | île du Sud                                                                   |             |       |
| Albatros de Campbell         | Diomedeidae       | îles Campbell                                                                |             |       |
| Albatros des Chatham         | Diomedeidae       | îles Chatham                                                                 |             |       |
| Bécassine des Auckland       | Scolopacidae      | îles subantarctiques                                                         |             |       |
| Bécassine des Chatham        | Scolopacidae      | îles Chatham                                                                 |             |       |
| Bécassine des Snares         | Scolopacidae      | îles Snares                                                                  |             |       |
| Blongios à dos noir          | Ardeidae          | île du Sud                                                                   |             |       |
| Caille de Nouvelle-Zélande   | Phasianidae       | répandu                                                                      |             |       |
| Canard de Finsch (en)        | Anatidae          | répandu                                                                      |             | -     |
| Cormoran des Auckland        | Phalacrocoracidae | îles Auckland                                                                |             |       |
| Cormoran de Bounty           | Phalacrocoracidae | îles Bounty                                                                  |             |       |
| Cormoran bronzé              | Phalacrocoracidae | île du Sud, Rakiura                                                          |             |       |
| Cormoran caronculé           | Phalacrocoracidae | Marlborough Sounds                                                           |             |       |
| Cormoran moucheté            | Phalacrocoracidae | répandu                                                                      |             |       |
| Coucou de Nouvelle-Zélande   | Cuculidae         | répandu                                                                      |             |       |
| Créadion de Lesson           | Callaeidae        | île du Nord                                                                  |             |       |
| Créadion rounoir             | Callaeidae        | île du Sud                                                                   |             |       |
| Cygne des Chatham            | Anatidae          | sud                                                                          |             | -     |
| Échasse noire                | Recurvirostridae  | île de Sud : bassin de Mackenzie                                             |             |       |
| Eudyptes warhami             | Spheniscidae      | îles Chatham                                                                 |             |       |
| Faucon de Nouvelle-Zélande   | Falconidae        | répandu                                                                      |             |       |
| Fuligule de Nouvelle-Zélande | Anatidae          | répandu                                                                      |             |       |
| Gérygone des Chatham         | Acanthizidae      | îles Chatham                                                                 |             |       |
| Gérygone de Nouvelle-Zélande | Acanthizidae      | répandu                                                                      |             |       |
| Glaucope cendré              | Callaeidae        | île du Sud                                                                   |             | -     |
| Glaucope de Wilson           | Callaeidae        | île du Nord                                                                  |             |       |
| Gorfou du Fiordland          | Spheniscidae      | île du Sud                                                                   |             |       |
| Gorfou huppé                 | Spheniscidae      | Îles sub-antarctiques                                                        |             |       |
| Gorfou des Snares            | Spheniscidae      | îles Snares                                                                  |             |       |
| Grèbe de Nouvelle-Zélande    | Podicipedidae     | répandu                                                                      |             |       |
| Guifette des galets          | Laridae           | île du Sud                                                                   |             |       |
| Hihi de Nouvelle-Zélande     | Notiomystidae     | île de la Petite Barrière                                                    |             |       |
| Huia dimorphe                | Callaeidae        | île du Nord                                                                  |             |       |
| Huîtrier variable            | Haematopodidae    | côtes                                                                        |             |       |
| Hyménolaime bleu             | Anatidae          | répandu                                                                      |             |       |
| Kaka                         | Strigopidae       | répandu                                                                      |             |       |
| Kakapo                       | Strigopidae       | répandu                                                                      |             |       |
| Kéa                          | Strigopidae       | île du Sud                                                                   |             |       |
| Kereru                       | Columbidae        | répandu                                                                      |             |       |
| Kiwi austral                 | Apterygidae       | île du Sud : sud-ouest, île Stewart                                          |             |       |
| Kiwi de Mantell              | Apterygidae       | île du Nord                                                                  |             | -     |
| Kiwi d'Okarito               | Apterygidae       | île du Sud : ouest                                                           |             |       |
| Kiwi d'Owen                  | Apterygidae       | île du Nord : îles côtières                                                  |             |       |
| Kiwi roa                     | Apterygidae       | île du Sud : nord-ouest                                                      |             |       |
| Korimako                     | Meliphagidae      | répandu                                                                      |             |       |
| Manchot antipode             | Spheniscidae      | Péninsule d'Otago, Détroit de Foveaux, Rakiura, îles Auckland, îles Campbell |             |       |
| Mégalure des Chatham         | Locustellidae     | îles Chatham                                                                 |             |       |
| Mégalure matata              | Locustellidae     | répandu                                                                      |             |       |
| Miro des Chatham             | Petroicidae       | îles Chatham                                                                 |             |       |
| Miro de Garnot               | Petroicidae       | île du Nord                                                                  |             |       |
| Miro mésange                 | Petroicidae       | répandu                                                                      |             |       |
| Miro rubisole                | Petroicidae       | île du Sud                                                                   |             |       |
| Moa                          | Dinornithidae     | répandu                                                                      |             |       |
| Mohoua à tête blanche        | Mohouidae         | île du Nord                                                                  |             |       |
| Mohoua à tête jaune          | Mohouidae         | île du Sud                                                                   |             |       |
| Mouette de Buller            | Laridae           | répandu                                                                      |             |       |
| Mouette scopuline            | Laridae           | côtes                                                                        |             |       |
| Ninoxe boubouk               | Strigidae         | répandu                                                                      |             |       |
| Ninoxe rieuse                | Strigidae         | répandu                                                                      |             |       |
| Océanite maori               | Oceanitidae       | île de la Petite Barrière                                                    |             |       |
| Perruche des Antipodes       | Psittacidae       | îles Antipodes                                                               |             |       |
| Perruche de Malherbe         | Psittacidae       | île du Sud                                                                   |             |       |
| Perruche de Sparrman         | Psittacidae       | répandu                                                                      |             |       |
| Perruche à tête d'or         | Psittacidae       | répandu                                                                      |             |       |
| Pétrel à col blanc           | Procellariidae    | îles Kermadec                                                                |             |       |
| Pétrel de Cook               | Procellariidae    | île de la Petite Barrière, île de la Grande Barrière, île de la Morue        |             |       |
| Pétrel maculé                | Procellariidae    | répandu                                                                      |             |       |
| Pétrel de Magenta            | Procellariidae    | île Chatham                                                                  |             |       |
| Pipit de Nouvelle-Zélande    | Motacillidae      | répandu                                                                      |             |       |
| Pluvier anarhynque           | Charadriidae      | île du Sud                                                                   |             |       |
| Pluvier à double collier     | Charadriidae      | répandu                                                                      |             |       |
| Pluvier de Nouvelle-Zélande  | Charadriidae      | répandu                                                                      |             |       |
| Pluvier roux                 | Charadriidae      | répandu                                                                      |             |       |
| Puffin de Buller             | Procellariidae    | îles Poor Knights                                                            |             |       |
| Puffin de Hutton             | Procellariidae    | île du Sud : nord-est                                                        |             |       |
| Puffin volage                | Procellariidae    | répandu                                                                      |             |       |
| Puffin du Westland           | Procellariidae    | île du Sud                                                                   |             |       |
| Râle des Chatham             | Rallidae          | îles Chatham                                                                 |             |       |
| Rhipidure à collier          | Rhipiduridae      | répandu                                                                      |             |       |
| Sarcelle des Auckland        | Anatidae          | îles Auckland                                                                |             |       |
| Sarcelle de Campbell         | Anatidae          | îles Campbell                                                                |             |       |
| Sarcelle de Nouvelle Zélande | Anatidae          | répandu                                                                      |             |       |
| Sterne tara                  | Laridae           | côtes                                                                        |             |       |
| Tadorne de paradis           | Anatidae          | répandu                                                                      |             |       |
| Takahé du Nord               | Rallidae          | île du Nord                                                                  |             | -     |
| Takahé du Sud                | Rallidae          | île du Sud                                                                   |             |       |
| Tui                          | Meliphagidae      | répandu                                                                      |             |       |
| Weka                         | Rallidae          | répandu                                                                      |             |       |
| Xénique des buissons         | Acanthisittidae   | répandu                                                                      |             |       |
| Xénique grimpeur             | Acanthisittidae   | répandu                                                                      |             |       |
| Xénique des rochers          | Acanthisittidae   | île su Sud                                                                   |             |       |
| Xénique de Stephens          | Acanthisittidae   | île Stephens                                                                 |             |       |
| Zostérops à dos gris         | Zosteropidae      | répandu                                                                      |             |       |